# Andrenosoma phoenicogaster
Andrenosoma phoenicogaster là một loài ruồi trong họ Asilidae. Andrenosoma phoenicogaster được Hermann miêu tả năm 1912.